# Ліблінг (комуна)
Ліблінг (рум. Liebling) — комуна у повіті Тіміш в Румунії. До складу комуни входять такі села (дані про населення за 2002 рік):
- Йосіф (340 осіб)
- Ліблінг (3090 осіб)
- Черна (305 осіб)

Комуна розташована на відстані 396 км на захід від Бухареста, 21 км на південь від Тімішоари.

## Населення
За даними перепису населення 2002 року у комуні проживали 3735 осіб.
Національний склад населення комуни:
| Національність | Кількість осіб | Відсоток |
| -------------- | -------------- | -------- |
| румуни         | 3368           | 90,2%    |
| угорці         | 176            | 4,7%     |
| цигани         | 142            | 3,8%     |
| німці          | 32             | 0,9%     |
| словаки        | 8              | 0,2%     |
| українці       | 5              | 0,1%     |
| серби          | 2              | 0,1%     |
| хорвати        | 1              | < 0,1%   |

Рідною мовою назвали:
| Мова       | Кількість осіб | Відсоток |
| ---------- | -------------- | -------- |
| румунська  | 3413           | 91,4%    |
| угорська   | 154            | 4,1%     |
| циганська  | 123            | 3,3%     |
| німецька   | 29             | 0,8%     |
| словацька  | 8              | 0,2%     |
| українська | 4              | 0,1%     |
| сербська   | 3              | 0,1%     |

Склад населення комуни за віросповіданням:
| Релігія                                       | Кількість осіб | Відсоток |
| --------------------------------------------- | -------------- | -------- |
| православні                                   | 2984           | 79,9%    |
| п'ятдесятники                                 | 249            | 6,7%     |
| греко-католики                                | 214            | 5,7%     |
| римо-католики                                 | 153            | 4,1%     |
| баптисти                                      | 73             | 2,0%     |
| лютерани (Синодально-пресвітеріанська церква) | 25             | 0,7%     |
| реформати                                     | 10             | 0,3%     |
| не релігійні                                  | 7              | 0,2%     |
| лютерани (Аугсбурзького сповідання)           | 6              | 0,2%     |
| адвентисти                                    | 3              | 0,1%     |
| унітарії                                      | 3              | 0,1%     |
| старообрядці                                  | 3              | 0,1%     |
| бретрени                                      | 1              | < 0,1%   |
| лютерани                                      | 1              | < 0,1%   |
| не вказали релігію                            | 1              | < 0,1%   |